# Anathallis rabei
Anathallis rabei är en orkidéart som först beskrevs av Ernesto Foldats, och fick sitt nu gällande namn av Carlyle August Luer. Anathallis rabei ingår i släktet Anathallis och familjen orkidéer. Inga underarter finns listade i Catalogue of Life.